# Platyxantha yamamotoi
Platyxantha yamamotoi là một loài bọ cánh cứng trong họ Chrysomelidae. Loài này được Mohamedsaid miêu tả khoa học năm 1998.